# Thomas Hampson
Thomas Hampson (Elkhart, Indiana, 28 de junho de 1955) é um barítono estadunidense.
Thomas Hampson cresceu em Spokane, Washington. Ele estudou com Marietta Coyle, Elisabeth Schwarzkopf, Martial Singher e Horst Güther.Em 1980 ele ganhou o segundo prêmio do 's-Hertogenbosch International Vocal Competition, e em 1981 o primeiro lugar nas audições do Metropolitan Opera. Em 1992 conseguiu uma bolsa de estudos para a Eastern Washington niversity.
Hampson gravou Kindertotenlieder e Lieder eines fahrenden Gesellen de Gustav Mahler com a Deutsche Grammophon, sob a batuta de Leonard Bernstein. Hoje em dia, é considerao um dos melhores barítonos Liederista da América e do mundo. O repertório operístico de Hampson incluem: Don Giovanni de Mozart, William Tell de Rossini, Il Barbiere di Siviglia de Rossini, La Traviata de Verdi, Parsifal de Wagner, Hamlet de Ambroise Thomas e Eugene Onegin de Tchaikovsky.
Em 2003 ele ganhou o Grammy pela gravação de Tannhäuser. No dai 20 de Dezembro de 2008 ele fez uma performance da ópera Thaïs de Jules Massenet. Thomas Hampson é também um célebre cantor de lieder (principalmente de Franz Schubert, Hugo Wolf, Joseph Marx, Richard Strauss, Gustav Mahler entre outros) e o solista que muitos maestros escolhem.

## Fundação
Em 2003 ele fundou a Hampsong Fundation, dedicada para a promoção da música na América, onte acontecem masterclasses, concertos, etc.